# Фотография в Японии
Фотография в Японии появилась в середине XIX века с задержкой, вызванной закрытостью страны. В своём дальнейшем развитии она прошла в значительной степени те же этапы, которые прослеживаются в истории фотоискусства стран Запада, испытав некоторое влияние последних.

## История

### Рождение фотографии

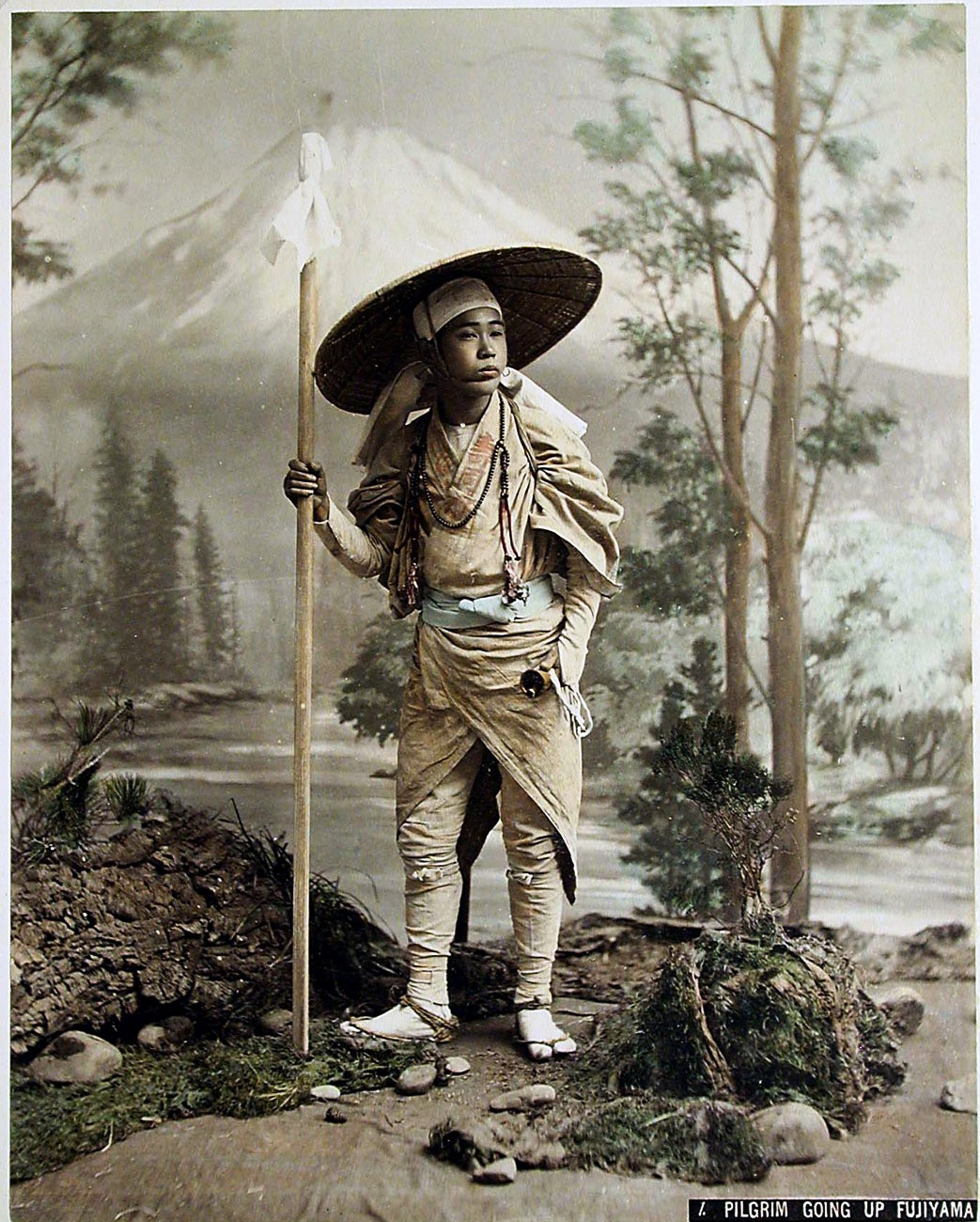
Кимбэй Кусакабэ. Паломник, идущий на Фудзи, 1880

Фотокамера была завезена в Японию в 1848 году, а первая сохранившаяся фотография, снятая японцем, датируется 1857 годом. Развитию японской фотографии содействовало окончание в 1850-е годы периода самоизоляции страны. Ведь в 1858 году был заключён  Договор о дружбе и торговле (США — Япония). Благодаря этому в Японию импортировалось все больше и больше фотоаппаратов и другого оборудования и материалов, связанных с фотографией. Так, в Японию приехали иностранные фотографы, например, Феликс Беато, сделавший множество фотографий Японии. В 1862 году пионеры японской фотографии Хикома Уэно и Рэндзё Симоока открывают первые коммерческие фотостудии. В 1860-е — 1880-е большой популярностью, особенно среди иностранцев, пользуются раскрашенные вручную видовые и жанровые фотографии из Иокогамы, например работы европейского фотографа и путешественника Феликса Беато и японца Кимбэя Кусакабэ. Постепенно формируется некоммерческая фотография: заметными фотографами конца XIX века были Кореаки Камеи, оставивший снимки Японо-китайской войны 1894—1895 гг., и Сейбей Кадзима.

### Художественная фотография

#### Пикториализм

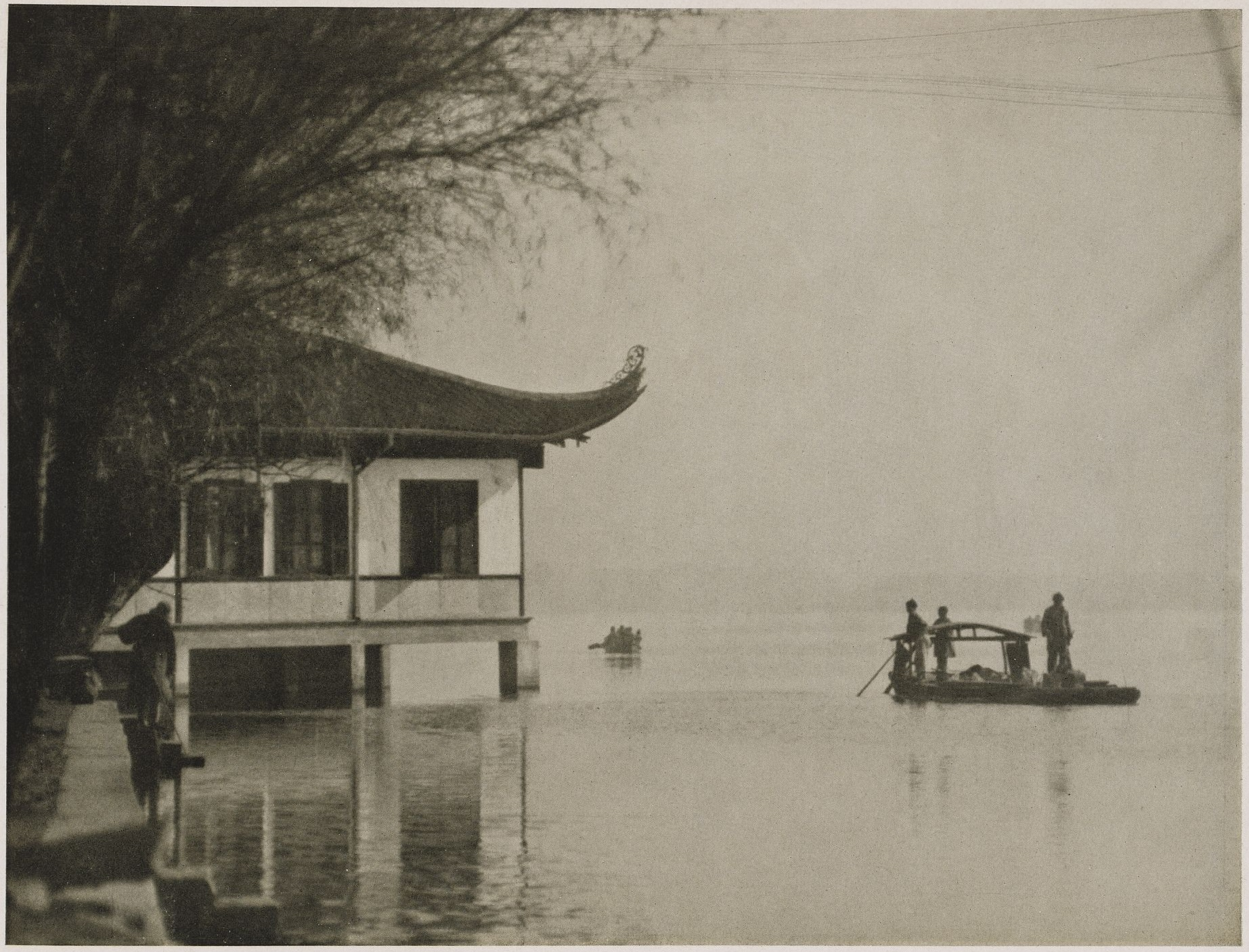
Синдзо Фукухара. Озеро Сиху, Ханчжоу, 1931

В 1893 году большая фотовыставка, прибывшая из Лондона, впервые познакомила японских фотографов с пикториализмом. Это направление активно развивалось в Японии в первые два десятилетия XX века, заметные представители: Тэцусукэ Акияма, Тётаро Хидака, Ясудзо Нодзима, Хакуё Футиками, Масатака Такаяма, братья Синдзо и Росо Фукухара и другие.

#### Модернизм
В 1920-е годы японская фотография испытывает влияние модернизма: «Нового видения» и советского конструктивизма, сюрреализма. В 1931 году в Токио и в Осаке проходит масштабная выставка FiFo, прибывшая из Германии.
Заметные представители японского модернизма: Сигэнэ Канамару (в 1926-м основал рекламную фотостудию, в 1932-м выпустил книгу, представившую европейскую модернистскую фотографию; также занимался репортажной фотографией), Ивата Накаяма, Накадзи Ясуи, Масао Хорино, Киёси Коиси, Тэрусити Хираи.

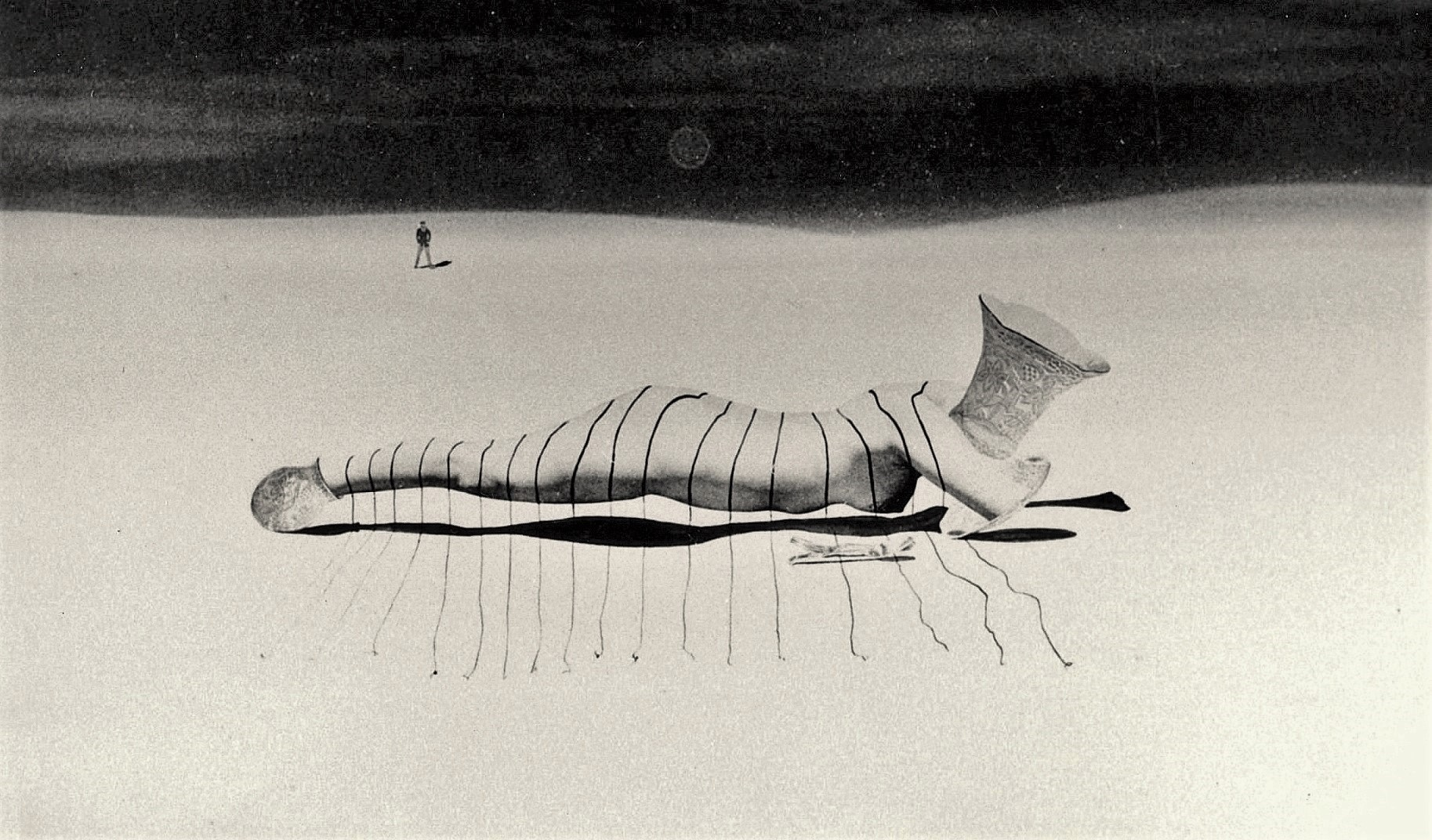
Кансукэ Ямамото. Без названия, 1938

С конца 1930-х сюрреалистической фотографией и поэзией занимается Кансукэ Ямамото. С начала 1930-х до конца века работает Сёдзи Уэда, у которого сюрреалистичность изображения достигается его композицией и сюжетом, а не фотографическими техниками наподобие мультиэкспозиции.

#### Послевоенная фотография
С конца 1940-х снимает Ясухиро Исимото, в 1948—1952 гг. обучавшийся в чикагском «Новом Баухаусе» (англ.) у Гарри Каллахана и Аарона Сискинда. С 1950-х годов работает Сёмэй Томацу. В 1959 году, вместе с другими молодыми фотографами, включая Эйко Хосоэ и Икко Нарахара, он создал влиятельное объединение Vivo. В 1961 году была опубликована его совместная с Кен Домоном книга Hiroshima-Nagasaki Document 1961 (Домон снимал последствия ядерной бомбардировки в Хиросиме, Томацу — в Нагасаки). Эйко Хосоэ с 1950-х занимается эротической фотографией, сотрудничает с Юкио Мисимой, в частности в серии «Наказание розами» (1961—1962). С конца 1950-х снимает Масахиса Фукасэ, из его работ особенно известна серия «Во́роны» (1976—1982, опубл. 1986), метафорически выражающая его внутреннее состояние после развода с женой (в 2010 году British Journal of Photography выбрал «Воронов» лучшей фотокнигой за последние 25 лет).
С 1960-х эстетику «снимка навскидку» в ещё более радикальном по сравнению с американцами — Уильям Кляйн, Роберт Франк, «Новая документальность» (см.) — варианте развивают уличные фотографы: знаменитый Дайдо Морияма, а также Такума Накахира, Ютака Таканаси и другие авторы выходившего в 1968—1970 журнала Provoke, выдвинувшие девиз «арэ-бурэ-боке» (あれぶれ暈け — грубо, смазано, нерезко). Их фотографии отличает высокая контрастность, зернистость, расфокусированность и смазанность, нередко съёмка без использования видоискателя и спонтанность композиции.
Нобуёси Араки с 1960-х работает на стыке эротики и порнографии, часто изображая шибари. В эти же годы эротической фотографией занимается Кисин Синояма.
Молодой театральный осветитель Кэйити Тахара во время европейских гастролей обнаружил, что «свет Японии, всегда приглушённый, не имеет ничего общего с французским, очень острым и пронизывающим»; очарованный светом, Тахара решил посвятить себя фотографии и, оставшись в Париже, снял серию «Город» (Ville, 1973—1976), а потом и другие; помимо фотографии он со временем начал заниматься световыми инсталляциями.

#### Постмодернизм (1970-е — )
Хироси Сугимото принадлежит уже к постмодернистской эпохе; с 1970-х он снимает серию «Театры»: в начале киносеанса ставит свою крупноформатную камеру в кинозале и задаёт выдержку, равную продолжительности фильма, так что киноэкран в центре кадра оказывается засвеченным белым прямоугольником, вобравшим в себя весь фильм; с такой же выдержкой (около 2 часов) — для получения минималистского эффекта — снимает он серию «Морские пейзажи». В 1980-х Хироси Ямадзаки публикует две серии фотографий — «Гелиография», где с помощью длинной выдержки запечатлён путь солнца вдоль горизонта, и «Горизонт» с морскими пейзажами. В 1990-е эксперименты с длительной экспозицией продолжат западные фотографы (см.).
Апроприатор Ясумаса Моримура, подобно Синди Шерман в США, с 1980-х годов снимает себя, воссоздавая в фотографиях известные в истории искусства автопортреты. Мияко Исиучи, начинавшая в середине 1970-х в стилистике «арэ-бурэ-боке», с начала 1990-х меняет стиль, сосредоточивая внимание на фрагментах человеческого тела и принадлежавшей людям одежде и личных вещах — «второй коже» человека. Сохеи Нисино (西野壮平, Sohei Nishino) с 2003 года работает над серией «Карта-диорама» , составляя из тысяч разрозненных снимков общий вид города с высоты птичьего полёта.
Не связанная с эстетикой постмодернизма Ринко Каваучи с 1990-х поэтизирует повседневность в залитых светом, подобных хайку фотографиях.

### Документальная фотография

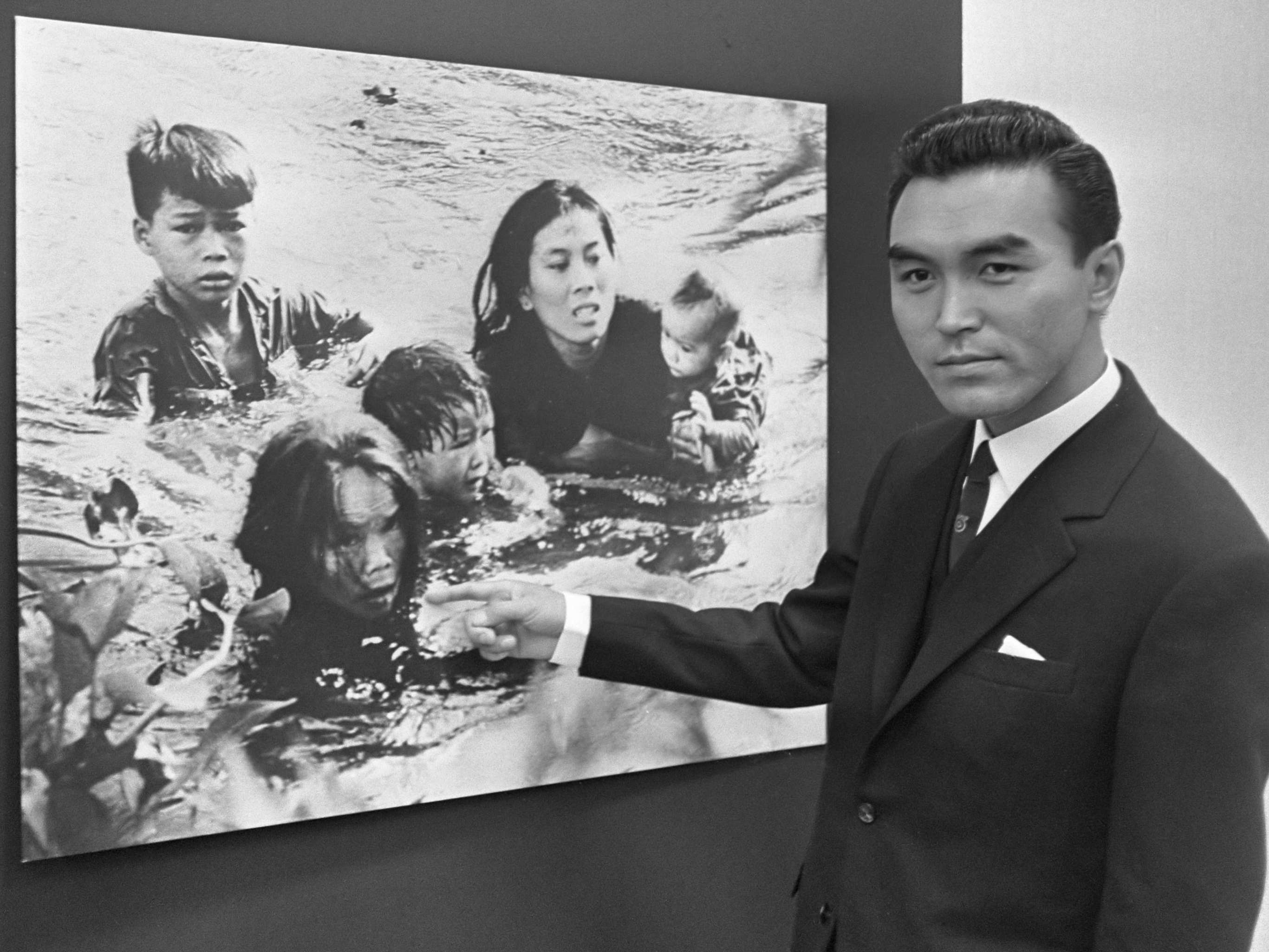
Фоторепортёр Кёити Савада и его снимок во время Вьетнамской войны (1965)

В 1930-е годы развивается японская фотожурналистика. Выходят иллюстрированные журналы: Asahi Gurafu (1923—2000) и другие. Значительную роль играет творческая и организаторская деятельность Ёносукэ Натори. В созданной Натори группе Nippon Kōbō («Японская мастерская») начинали в 1930-е годы свою карьеру два крупнейших документалиста 1930-х — 1970-х годов — Ихэи Кимура и Кен Домон. Хотя Кимура, как и другие документалисты, занимался в основном чёрно-белой фотографией, в 1974-м был опубликован его «Париж» — собрание цветных снимков французской столицы, один из ранних примеров цветной фотографии. Среди работ Домона широко известны снимки послевоенного времени, запечатлевшие выживших после бомбардировки Хиросимы, бедность; в 1963—1975 гг. он работал над серией «Koji junrei», фотографируя буддийские храмы и реликвии. Третий крупнейший японский документалист — Хироси Хамая, он работал с середины 1930-х до конца века и стал первым фотографом из Азии, присоединившимся к агентству «Магнум» (1960).